# Dever

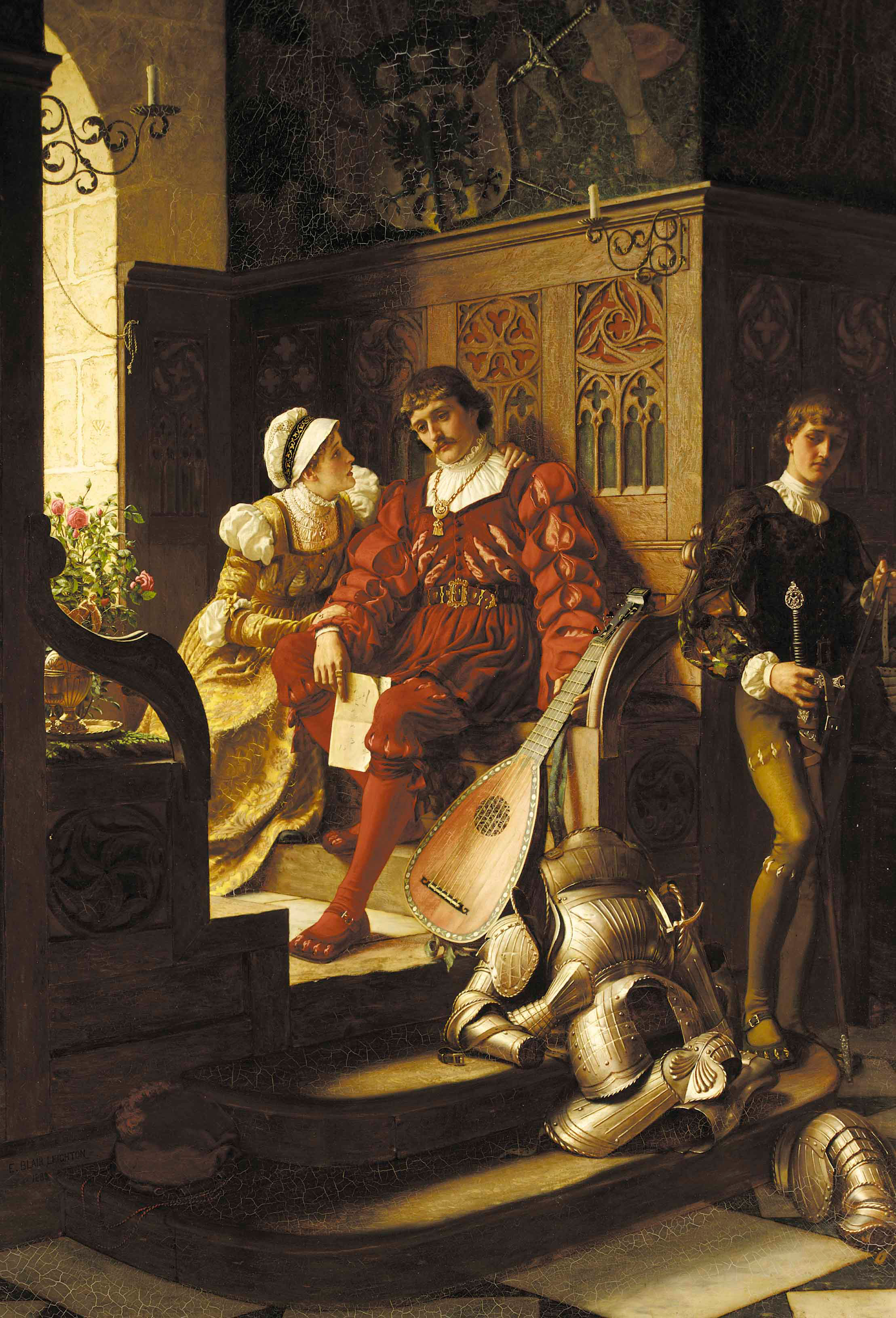
Dever de Edmund Leighton.

O dever (de "devido", que significa "aquilo que é devido"; do francês antigo deu, particípio passado de devoir; em latim: debere, debitum, de onde vem "dívida") é um compromisso ou expectativa de realizar alguma ação em geral ou se surgirem certas circunstâncias. O dever pode surgir de um sistema de ética ou moralidade, especialmente numa cultura de honra. Muitos deveres são criados por lei, às vezes incluindo uma punição codificada ou responsabilidade pelo não cumprimento. O cumprimento do dever pode exigir algum sacrifício de interesse próprio.
O senso de dever também é uma virtude ou traço de personalidade que caracteriza alguém que é diligente no cumprimento de deveres individuais ou que conhece com segurança sua vocação.
Cícero, um dos primeiros filósofos romanos que discute o dever em sua obra “Sobre Deveres”, sugere que os deveres podem vir de quatro fontes diferentes: 
1. Como resultado de ser um ser humano
2. Como resultado do lugar particular na vida (família, país, trabalho)
3. Como resultado do caráter de alguém
4. Como resultado das próprias expectativas morais para si mesmo

Os deveres específicos impostos pela lei ou pela cultura variam consideravelmente, dependendo da jurisdição, religião e normalidades sociais.

## Dever cívico
O dever também é frequentemente percebido como algo devido ao país (patriotismo), ou à pátria ou comunidade. Os deveres cívicos podem incluir:
- Obedecer a lei
- Pagar impostos
- Fornecer uma defesa comum, caso seja necessário
- Inscrever-se para votar e votar em todas as eleições e referendos (a menos que haja uma justificativa razoável, como objeção religiosa, estar no exterior ou doença no dia da votação)
- Servir em um júri, se convocado
- Ajudar vítimas de acidentes e crimes de rua e testemunhar posteriormente em tribunal
- Relatar doenças contagiosas ou pestilências às autoridades de saúde pública
- Voluntariar-se para serviços públicos (por exemplo, exercícios de salvamento)
- Doar sangue periodicamente ou quando necessário
- Reservar tempo para dar conselhos sobre uma área relevante de especialização, benefícios, melhorias no local de trabalho e sobre como isso é conduzido ou administrado
- Revoltar-se contra um governo injusto

## Deveres de emprego
Obrigações específicas surgem nos serviços prestados por um ministro de uma igreja, por um soldado, ou por qualquer funcionário ou servo.
Exemplos:
- O abandono do dever é uma ofensa na lei militar
- Dever de proteger, na medicina
- In loco parentis, para escolas
- Responsabilidade profissional dos advogados

## Deveres legais
Exemplos de deveres legais incluem:
- Dever de cuidar
- Dever de franqueza
- Dever de defender e dever de liquidar, em seguros
- Dever de resgatar
- Dever de recuar
- Dever de denunciar um crime
- Dever de votar (em países com voto obrigatório)
- Dever de avisar
- Deveres fiduciários
- Dever de cuidar das crianças como tutor legal (em oposição à negligência infantil)
- Deveres especiais criados por um contrato
- In loco parentis (dever dos pais para com os filhos em relação a entidades não-humanas, como animais, rios, meio ambiente, etc., por exemplo, tratando-os como pessoas jurídicas).[3]

## Dever filial

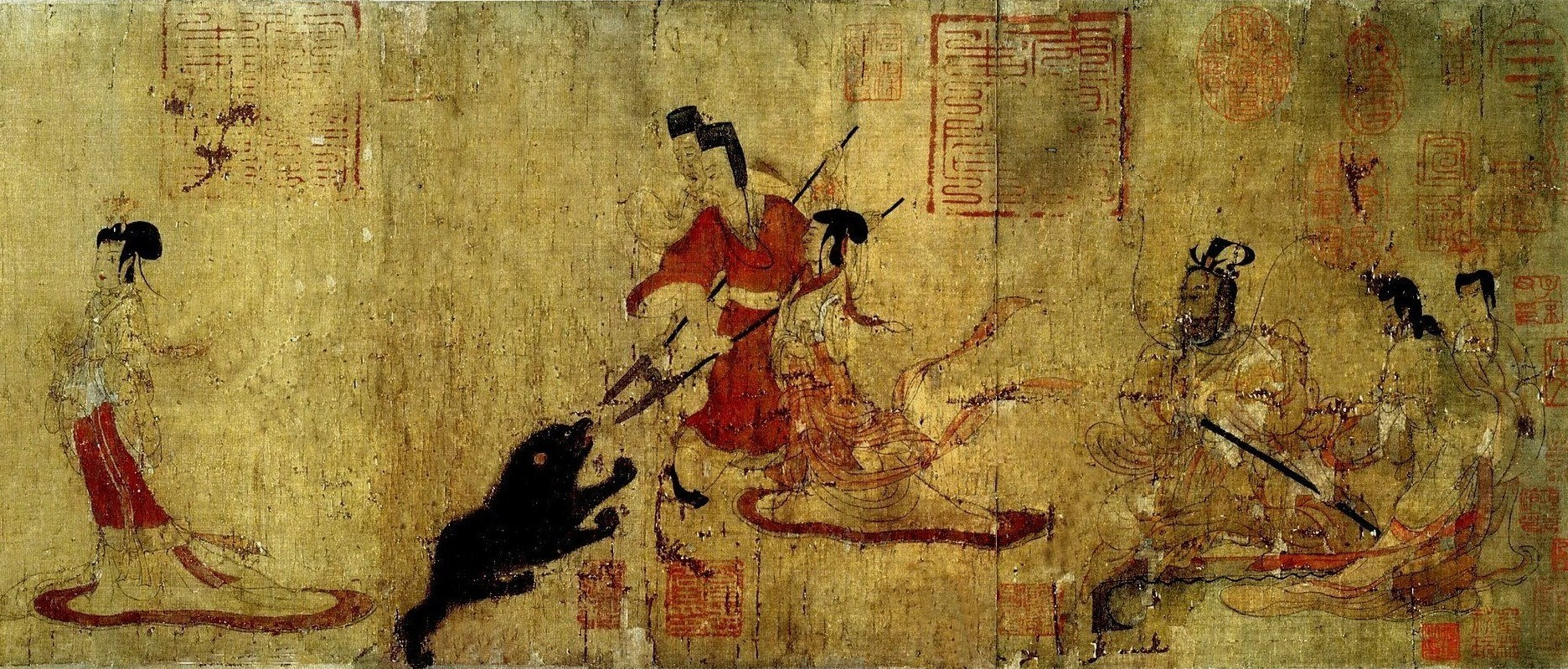
Madame Feng e o Urso.

Na maioria das culturas, espera-se que as crianças assumam deveres em relação às suas famílias. Isto pode assumir a forma de um comportamento que defenda a honra da família aos olhos da comunidade, de celebrar casamentos arranjados que beneficiem o estatuto da família ou de cuidar de familiares doentes.
Este sentido de dever orientado para a família é um aspecto particularmente central nos ensinamentos do confucionismo, e é conhecido como xiao, ou piedade filial. Como tal, os deveres da piedade filial têm desempenhado um papel enorme na vida das pessoas na Ásia Oriental durante séculos. Por exemplo, a pintura Madame Feng e o Urso, da China antiga, retrata o ato heróico de uma consorte do imperador colocando-se entre o marido e um urso furioso.
A piedade filial é considerada tão importante que, em alguns casos, supera outras virtudes cardeais: Em um exemplo moderno, "as preocupações com a piedade filial do mesmo tipo geral que motivam as mulheres a se envolverem no trabalho fabril na Coréia, Japão, Taiwan, Malásia, Cingapura, Indonésia e em outros lugares da Ásia são comumente citadas por prostitutas tailandesas como uma das principais razões para trabalhar no comércio de peles". A importância da piedade filial pode ser expressa nesta citação dos Analectos de Confúcio: "Yu Tzu disse: 'É raro que um homem cujo caráter seja tal que seja bom como filho e obediente como jovem tenha a inclinação para transgredir contra seus superiores; é inédito alguém que não tem essa inclinação estar inclinado a iniciar uma rebelião. O cavalheiro dedica seus esforços às raízes, pois uma vez que as raízes estejam estabelecidas, o Caminho crescerá a partir daí. Como filho e obediente como jovem é, talvez, a raiz do caráter de um homem'".

## Em várias culturas
O dever varia entre diferentes culturas e continentes. O dever na Ásia e na América Latina é geralmente mais pesado do que na cultura ocidental norte-americana e européia-ocidental. De acordo com um estudo realizado sobre atitudes em relação às obrigações familiares:
Os adolescentes asiáticos e latino-americanos possuíam valores mais fortes e maiores expectativas relativamente ao seu dever de ajudar, respeitar e apoiar as suas famílias do que os seus pares de origem europeia.
A tradição de dever profundamente enraizada entre as culturas asiática e latino-americana contribui para grande parte do forte sentido de dever que existe em comparação com as culturas ocidentais. Michael Peletz discute o conceito de dever em seu livro Gender, Sexuality, and Body Politics in Modern Asia ("Gênero, Sexualidade e Política Corporal na Ásia Moderna", em tradução livre):
As noções de dever filial… são comumente invocadas para mobilizar as lealdades, a força de trabalho e outros recursos das crianças nos interesses ostensivos do agregado familiar e, em alguns casos, do clã da linhagem como um todo. As doutrinas de piedade filial… sintonizadas com elas podem, portanto, ser uma fonte de grande conforto e consolo para os mais velhos, mas também podem ser vivenciadas como estressantes, repressivas ou ambas por aqueles que são obrigados a honrar os desejos e expectativas não-ditas de seus pais (e avós).

### Casamento arranjado
Um casamento arranjado é um exemplo de dever esperado na Ásia e no Médio Oriente. Num casamento arranjado por dever, espera-se que a esposa vá morar com a família e a casa do marido para criar os filhos. A residência patrilocal é habitual; raramente o homem vai morar com a mulher, ou o casal pode começar a sua própria casa e vida em outro lugar. Eles precisam sustentar toda a família no trabalho e cuidar das fazendas e da família. As gerações mais velhas dependem da ajuda das famílias dos seus filhos e netos. Esta forma de dever é relacionado com manter intacta a linhagem de uma família e atender às necessidades dos mais velhos.

## Críticas ao conceito
O filósofo Friedrich Nietzsche está entre os críticos mais ferozes do conceito de dever. "O que destrói um homem mais rapidamente", pergunta ele, "do que trabalhar, pensar e sentir sem necessidade interior, sem qualquer desejo pessoal profundo, sem prazer — como um mero autômato do 'dever'?"
Nietzsche afirma que a tarefa de todo ensino superior é “transformar os homens em máquinas”. A maneira de transformar os homens em máquinas é ensiná-los a tolerar o tédio. Isto é conseguido, diz Nietzsche, por meio do conceito do dever.
Os escritos de Arthur Schopenhauer, incluindo Sobre as Bases da Moralidade, influenciaram muito Nietzsche. Essas influências levaram Nietzsche a empreender uma série de inversões, desafiando a ideia de que a moralidade derivava da “compaixão ou simpatia”. Em vez disso, Nietzsche afirmou que a moralidade estava enraizada na auto-superação da vida através da vontade de poder. Como parte dessas inversões, Nietzsche explorou conceitos como “dever” e “piedade”, discutidos anteriormente por Immanuel Kant e Schopenhauer respectivamente.
A filósofa Ayn Rand, uma jovem admiradora de Nietzsche, ancorou sua moralidade contra a noção de dever de Kant. "Numa teoria deontológica, todos os desejos pessoais são banidos do reino da moralidade; um desejo pessoal não tem significado moral, seja um desejo de criar ou um desejo de matar. Por exemplo, se um homem não está sustentando a sua vida por dever, tal moralidade não faz distinção entre sustentá-la pelo trabalho honesto ou pelo roubo. Se um homem quer ser honesto, ele não merece nenhum crédito moral; como diria Kant, tal honestidade é “louvável”, mas sem “importação moral”."